# Palmera excelsa
La palmera excelsa (Trachycarpus fortunei) és una espècie de la família de les arecàcies originària de la Xina central i oriental, però plantada com a ornamental arreu de les zones temperades, amb una alta presència als països mediterranis, per la seva bona resistència al fred i a les altes temperatures.
El tronc assoleix fins a 12 m d'altura, i queda recobert (totalment o només la part superior) per les beines de les fulles caigudes, cosa que li dona un aspecte "pelut"). Les fulles són palmades, amb un limbe d'uns 50 cm de llarg per 75 d'ample, amb pecíols amb els marges serrats i una mica més llargs que el limbe.
Els dàtils són petits, de color blau fosc, i no són comestibles.
Es distingeix fàcilment del margalló (Chamaerops humilis), que és una palmera mediterrània, també petita i plantada sovint als jardins, perquè el margalló té el pecíol més llarg (fins al triple del limbe) i espinós. A més, no assoleix mai tanta alçada com la palmera excelsa, sinó que, a tot estirar, es queda al voltant dels 5 metres.
Rep el seu nom científic en honor de Robert Fortune, botànic que introduí la planta del te a l'Índia.